# 가미키지마촌
가미키지마촌(일본어: 上木島村)은 일본 나가노현 시모타카이군에 있던 촌이다. 현재의 기지마다이라촌에 해당한다.

## 역사
- 1889년 4월 1일 - 정촌제 시행에 의해 가미키지마촌이 단독으로 자치체를 형성하였다.
- 1955년 2월 1일 - 호타카촌, 오고촌과 합병해, 기지마다이라촌이 성립하여, 동일 가미키지마촌은 폐지되었다.

## 참고문헌
- 角川日本地名大辞典 20 長野県